# Karen Gaines

## Biografía
Obtuvo el grado en Ciencias por la Universidad Internacional de Florida. Es MBA por la Escuela Europea de Negocios.

## Trayectoria laboral
Ha ocupado  puestos de diversa índole en RSA Security, Telefónica Internacional, Country Manager para Iberia de Websense, NComputing. En 2013  trabajó como sales executive Enterprise Services de Hewlett Packard Enterprise. Reconocida profesional en el sector de la ciberseguridad, trabajó como directora de Ciberseguridad para EMEA en Microsoft. Posteriormente, fue directora de Desarrollo de Servicios de Ciberseguridad para Amazon Web Services, hasta la fecha en que pasó a ser responsable global de Ciberdefensa de Siemens. En esta empresa su trabajo consistió en gestionar a un equipo multidisciplinar formado por más de 150 personas ingenieras y expertas en ciberseguridad.

Fue anfitriona en la primera reunión de Women in Cybersecurity of Spain, celebrada en 2018.
“Existen muy pocos referentes femeninos a los que se dé visibilidad en el sector de las tecnologías y, sobre todo, de la ciberseguridad, lo que probablemente sea una de las razones por las que tan pocas mujeres jóvenes siguen una carrera en seguridad digital”.